# Międzybrodzie Bialskie
Międzybrodzie Bialskie is een dorp in de Poolse woiwodschap Silezië. De plaats maakt deel uit van de gemeente Czernichów (powiat Żywiecki) en telt 2800 inwoners.

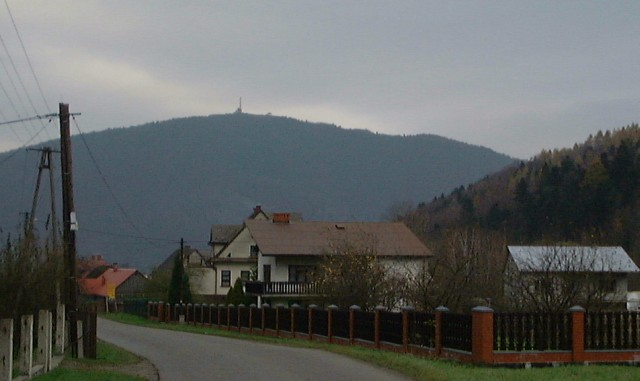
Straat